# Vovó Mafalda
Vovó Mafalda é uma personagem interpretada por Valentino Guzzo, criada pelo SBT para participar do programa infantil do Bozo na década de 1980.
A personagem apresentou ainda os programas Sessão Desenho com Vovó Mafalda, Sessão Desenho, Dó Ré Mi com Vovó Mafalda e Sessão Desenho no Sítio da Vovó na década de 1990 da mesma emissora. Sua última aparição foi no programa Desenhos da Vovó apresentado na Rede Record em 1997 e 1998, tendo sido encerrado devido a morte de Valentino Guzzo.
Valentino Guzzo foi também produtor do Programa do Ratinho e amigo do apresentador Carlos Massa (Ratinho). 
Em 2012, o SBT cogitou uma reedição da personagem, que seria interpretada por Beth Guzzo, filha do ator original. Em 16 de fevereiro de 2013, a Vovó Mafalda passou a ser interpretada por Luiz Kan Kan no programa infantil do Bozo no SBT. Menos de três meses, houve o cancelamento do programa em 4 de maio. Kan Kan continuou a interpretar a personagem, na apresentação do Bom Dia & Cia e o Sábado Animado, ao lado do Bozo. Mas ainda no mesmo ano, ambos saíram dos programas.

## Filmografia
| Ano       | Título                          | Intérprete      | Notas                      | Emissora    |
| --------- | ------------------------------- | --------------- | -------------------------- | ----------- |
| 1981-1991 | Programa do Bozo                | Valentino Guzzo | Elenco do Programa do Bozo | SBT         |
| 1991-1993 | Dó Ré Mi com Vovó Mafalda       | Valentino Guzzo | Apresentador               | SBT         |
| 1991-1993 | Sessão Desenho com Vovó Mafalda | Valentino Guzzo | Apresentador               | SBT         |
| 1993-1995 | Sessão Desenho                  | Valentino Guzzo | Apresentador               | SBT         |
| 1995-1997 | Sessão Desenho no Sítio da Vovó | Valentino Guzzo | Apresentadora              | SBT         |
| 1997-1998 | Desenhos da Vovó                | Valentino Guzzo | Apresentador               | Rede Record |
| 2013      | Programa do Bozo                | Kan Kan         | Elenco do Programa do Bozo | SBT         |
| 2013      | Bom Dia & Cia                   | Kan Kan         | Apresentador               | SBT         |
| 2013      | Sábado Animado                  | Kan Kan         | Apresentador               | SBT         |